# Märkisch Buchholz
Märkisch Buchholz is een gemeente in de Duitse deelstaat Brandenburg, en maakt deel uit van het Landkreis Dahme-Spreewald.
Märkisch Buchholz telt 836 inwoners. Tot 1937 heette de gemeente Wendisch Buchholz.
In 1945 leed de Wehrmacht in het gebied nabij Halbe en Märkisch Buchholz een van de laatste grote nederlagen van de Tweede Wereldoorlog. In de Halbe-pocket sneuvelde van het Duitse leger ongeveer 30.000 soldaten en van het Rode Leger ongeveer 20.000. Ook kwamen 10.000 burgers en dwangarbeiders om het leven.